# کانتوریانوشی
کانتوریانوشی (به مجاری:  Kántorjánosi) یک منطقهٔ مسکونی در مجارستان است که در سابولچ-ساتمار-برگ واقع شده‌است. کانتوریانوشی ۴۱٫۶۲ کیلومتر مربع مساحت و ۲٬۱۷۳ نفر جمعیت دارد.